# Reuteria platani
Reuteria platani är en insektsart som beskrevs av Knight 1941. Reuteria platani ingår i släktet Reuteria och familjen ängsskinnbaggar. Inga underarter finns listade i Catalogue of Life.